# ارين هوب
ارين هوب (بالإنجليزية: Warren Hope)‏ هو شاعر أمريكي، ولد في 1944.